# Dave Dee
Dave Dee, kunstnernavn for David John Harman (17. december 1941 i Salisbury, Wiltshire – 9. januar 2009) i Kingston upon Thames, Greater London), var en engelsk popsanger og sangskriver. Han var forsanger i 60'er-gruppen Dave Dee, Dozy, Beaky, Mick & Tich.
Dee og blev efter endt skolegang uddannet politimand. Imidlertid spillede han samtidig musik, og han blev professionel i 1962 som leder for gruppen Dave Dee and the Bostons. Med denne gruppe turnerede han over det meste af Storbritannien og Tyskland, og på et tidspunkt skiftede gruppen navn til Dave Dee, Dozy, Beaky, Mick & Tich.
Med det anderledes navn og nogle sange fra sangskriverparret Ken Howard og Alan Blaikley begyndte interessen for gruppen at stige fra 1965, og i perioden 1965 – 1969 optrådte de mere på hitlisterne i hjemlandet end The Beatles. De opnåede dog kun én førsteplads, hvilket de fik med "The Legend of Xanadu" i 1968.
I 1969 forlod Dave Dee gruppen for at forsøge sig med en solokarriere, men det blev ikke nogen stor succes. I stedet koncentrerede han sig om at arbejde for et pladeselskab og som forretningsmand. Han spillede fortsat musik hele sit liv, men aldrig på samme niveau som i 1960'erne. I begyndelsen af 2000'erne fik han konstateret prostatakræft, hvilket han døde af.